# Bethsabée (film)
Pour les articles homonymes, voir Bethsabée (homonymie).
Pour plus de détails, voir Fiche technique et Distribution.
Bethsabée est un film français réalisé par Léonide Moguy, sorti en 1947.

## Synopsis
La belle Arabella, au tumultueux passé, rejoint son fiancé, le capitaine Dubreuil, dans un poste de spahis aux confins du Maroc. Un autre officier, autrefois son amant, la reconnaît. Le colonel sensible aux charmes d'Arabella, envoie à la mort ce militaire. Des explications ont lieu. La fille du colonel mène un jeu forcené et, à l'instant où tout semble s'apaiser, tue, d'un coup de revolver, la femme fatale.

## Fiche technique
- Titre : Bethsabée
- Réalisation : Léonide Moguy
- Scénario et dialogues : Raymond Borderie, Jacques Rémy et Roger Vitrac d'après le roman de Pierre Benoit
- Musique : Joseph Kosma
- Photographie : Nicolas Hayer
- Décors : René Renoux et Henri Ménessier
- Son : Antoine Petitjean
- Montage : Boris Lewin
- Production et producteur délégué : Raymond Borderie
- Directeur de production : Paul Madeux
- Société de production : CICC, Les Films Corona
- Distribution : Pathé Cinéma
- Pays d'origine :  France
- Négatif : 35 mm
- Positif : 35 mm
- Format : Noir et blanc - 1,37:1
- Son : mono
- Genre : Drame
- Durée : 99 minutes
- Dates de sortie : France : 23 septembre 1947) (Présentation corporative), 21 novembre 1947 (sortie nationale) ; États-Unis : 3 novembre 1951

## Distribution
- Danielle Darrieux : Arabella Dalvert, la femme fatale venue retrouver son amant au fin fond du Maroc
- Georges Marchal : Le capitaine Georges Dubreuil, le chef d'un poste de spahis, son amant
- Paul Meurisse : Le capitaine Lucien Sommerville, l'ancien amant d'Arabella, aujourd'hui celui d’Évelyne
- Jean Murat : Le colonel
- Andrée Clément : Évelyne, la fille du colonel, maîtresse de Sommerville, mortellement jalouse d'Arabella
- Robert Darène : Le major
- Pierre-Louis : Le lieutenant Testard
- Nicolas Vogel : L'adjudant
- France Mooréa
- Larbi Tounsi
- Olivier Darrieux : Le chauffeur
- Paola Manelli
- Mireille Ozy
- José Davilla
- René Pascal

## Réception critique
Les critiques verront unanimement dans Bethsabée un film décevant, raté, voire franchement mauvais. 
La critique la moins acerbe est signée par Louis Chauvet pour Le Figaro : s'il salue le jeu d'acteur de Paul Meurisse et d'Andrée Clément, il reproche à Moguy d'avoir « manqué de mesure dans les expressions artificiellement pathétique » de Danielle Darrieux (Arabella), déplore la fadeur de la scène de bravoure du film (mort de Sommerville) et épingle la banalité des dialogues de Roger Vitrac : « Je crains que Roger Vitrac, qui possède pourtant des dons réels de dialoguiste, ne se soit laissé entraîner lui-même vers le côté roman populaire et poésie facile.»
Le journal Ambiance se montre nettement moins tendre, dénonçant l'absence d'éléments pittoresques, la platitude d'une « intrigue sentimentale usée jusqu'à la corde », le manque de moyens d'un film « économiquement faible », et le jeu d'acteur timide de Danielle Darrieux (Arabella), ou excessivement assuré de Georges Marchal (Dubreuil) et Jean Murat (le colonel). Seuls Andrée Clément et Paul Meurisse échappent à la critique. 
Le Canard enchaîné, enfin, classe Bethsabée dans sa rubrique « Les films que l'on peut ne pas voir cette semaine » : « Où la Bible va-t-elle se nicher ? C'est une vraie caravane de sornettes. Et sans nulle oasis, sans le moindre oued ou l'esprit puisse boire ! La petite Danielle y exerce, comme il se doit, ses dons bien connus de poupée à ressort. »